# Кабыл (Акжаикский район)
Кабыл (каз. Қабыл) — село в Акжаикском районе Западно-Казахстанской области Казахстана. Входит в состав Акжолского сельского округа. Код КАТО — 273233300.

## Население
В 1999 году население села составляло 495 человек (249 мужчин и 246 женщин). По данным переписи 2009 года, в селе проживало 455 человек (240 мужчин и 215 женщин).